# Березово (Промишленнівський округ)
Бере́зово (рос. Берёзово) — село у складі Промишленнівського округу Кемеровської області, Росія.
Стара назва — Березовка.

## Населення
Населення — 114 осіб (2010; 159 у 2002).
Національний склад (станом на 2002 рік):
- росіяни — 95 %